# إفتح يا وطني أبوابك
إفتح ياوطني أبوابك مسلسل تعليمي تربوي ترفيهي من إنتاج مؤسسة الإنتاج البرامجي المشترك لدول الخليج العربي يتكون المسلسل من 88 حلقة انتج سنة 1995 م أذيع البرنامج بعد ايقاف برنامج افتح يا سمسم.

## الشخصيات
- محبوب..عبد الرحمن العقل
- شاهين..طارق العلي
- سنبوك..عادل اليحيى
- مريم..رشا البلوشي
- حامد..عبد الناصر الزاير
- غازي حسين
- كاظم الزامل
- جمعة هيكل
- حسين البدر
- بلال عبدالله
- سناء بكر يونس
- أمينة القفاص
- أنوار أحمد

## كتاب البرنامج
- ياسر المالح
- وليد معماري
- مبارك الحشاش
- علي الشرقاوي
- فواز شعار
- بزة الباطني
- سليمان العيسى
- منذر الشعار
- نجاة قصاب حسن
- مصطفى عكرمة

## إخراج
- البيلي أحمد
- عبد الناصر الزاير
- علي الحمادي
- عبدالمحسن الخلفان
- حسن سراب
- علي الريس
- خالد الزدجالي
- فتحية إبراهيم

## موسيقى
- عبد الناصر الزاير..ملحن
- راشد الخضر..ملحن
- جاسم الغريب..ملحن
- يوسف المهنا..ملحن
- أحمد عبدالكريم..ملحن
- محمد الرويشد..ملحن

## صوت
- جاسم عباس..أداء أغاني الدوبلاج
- نور الهدى صبري..أداء أغاني الدوبلاج
- محمد دحام الشمري..أداء أغاني الدوبلاج
- طارق علوي..أداء أغاني الدوبلاج
- فتحية إبراهيم..أداء أغاني الدوبلاج
- عبد العزيز بن محمد الدوسري..أداء أغاني الدوبلاج.

## روابط
- افتح ياوطني أبوابك